# Kościół Jezusa Miłosiernego w Czarnej Białostockiej
Kościół pw. Jezusa Miłosiernego w Czarnej Białostockiej – jeden z dwóch rzymskokatolickich kościołów parafialnych znajdujących się w mieście Czarna Białostocka, w województwie podlaskim. Należy do dekanatu Wasilków archidiecezji białostockiej.

## Historia
Obecna świątynia pełniła wcześniej funkcję ciepłowni miejskiej. Nabożeństwa parafialne początkowo były odprawiane w uprzątniętej hali głównej kotłowni, z kolei po rozpoczęciu zasadniczych prac budowlanych w pomieszczeniach piwnicznych została utworzona tymczasowa kaplica. Dawną ciepłownię postanowiono wykorzystać jako podstawę przyszłego kościoła. Projektantem jest student architektury Politechniki Białostockiej, Tomasz Perkowski. Niedługo, bo już w dniu 5 października 2005 roku, kamień węgielny pod nowy kościół został poświęcony i wmurowany przez arcybiskupa Wojciecha Ziembę.
Kościół otrzymał formę łodzi z wyeksponowaną, zawieszoną nad wejściem, w dziobie kotwicą. Świątynia została połączona z częścią administracyjno-mieszkalną. W części piwnicznej zostały ulokowane pomieszczenia użytkowane jako sale spotkań duszpasterskich. Gotowy do użytku kościół został poświęcony przez arcybiskupa Edwarda Ozorowskiego w dniu 9 października 2011 roku. Od tej pory zaczęto w nim regularnie odprawiać wszystkie nabożeństwa parafialne.